# 妃真與殿！
《妃真與殿！》是由小野玄暉繪畫的戀愛喜劇作品，於2024年7月8日開始在《週刊少年Jump》上連載，《寶島少年》則從2024年第47期開始連載，並已發行4卷單行本。

## 劇情簡介
本作主人公家守殿一是名為了籌措將來的大學學費，而暗地裡兼職家政夫的高二生。某天化妝品名牌「Hima Riz」的社長兼模特兒美野妃真理插班，班主任指派身為班長的殿一負責看照她。殿一在當天下課後前往新委託人所住的高級公寓，卻沒想到委託人是妃真理。原來她不善任何家事，家中凌亂不堪。在雙方同意不披露此主僱關係後，殿一開始為這位青少年社長代勞掃除、洗衣與煮飯等家務。而隨著時間發展，他們的距離也漸漸拉近。
與此同時，妃真理所屬模特兒事務所的後輩、新晉寫真偶像愛澤環奈亦對殿一產生好感，而殿一也開始意識到自己其實暗戀著青梅竹馬兼同班同學叶穗乃花，雙方漸生情愫。與穗乃花約會後，殿一決定成為她的男友，而妃真理亦開始協助他的戀情。

## 登場人物
配音聲優來自《週刊少年Jump》在YouTube頻道發佈的官方有聲漫畫。

### 主要人物
家守殿一（聲：梅田修一朗）
本作主人公，黑色短髮的高二生，為了賺大學學費而每週兼差兩份家政工作，並廣受客戶好評。
妃真理插班後負責在學校照顧她，並在其姑母的委託下成為其家政夫。父親長期在外打工，與母親及雙胞胎兄弟姊妹同住，暗戀著自己的青梅竹馬穗乃花。
美野妃真理（聲：伊藤美來）
殿一的同班同學，年紀輕輕便是知名化妝品品牌「Hima Riz」的社長兼模特兒，留著橙色長髮及右側單馬尾、別有皇冠造型髮夾。
在女生中暱稱「妃真琳」（ひまり），其Instagram有著80萬人追蹤。外表看似完美，工作時會戴眼鏡，但實際上因為工作繁忙的關係對家事一竅不通，不擅長料理與洗衣，租來的套房也混亂至極。
穗乃花（聲：梨本日和）
留有及肩短黑髮的殿一同班同學兼副班長，初中開始便與他同班，彼此之間有好感但兩人從未就此表白。希望和妃真理成為好友，曾主動提供聯絡方式，但依稀感知到殿一與妃真理正隱瞞某些事。
愛澤環奈
一頭金色短髮，比殿一小一年級的學妹，身材出眾，個性爽直、少根筋但樂於助人，妃真理所屬事務所的後輩，喜歡看管家題材的少女漫畫。

### 學校關聯人士
班主任
殿一的女班導，將妃真理的看顧任務強行交給殿一。
橫溝（聲：伊藤節生）
殿一的朋友兼同班男同學，染髮且戴眼鏡，仰慕妃真理。
近衛真弓
殿一與穗乃花的初中同學，後者的青梅竹馬，性格活潑開朗。

### 家守家
爸爸
殿一的父親，在家中負責家務，但因長期因工作關係被派遣至外地的關係，而讓殿一練得一手良好的家政技能。
媽媽
殿一的母親。
家守蹴二
殿一的弟弟。
家守三琴（聲：琴石夕日）
殿一的妹妹。

## 出版書籍
《妃真與殿！》由小野玄暉繪畫，於2024年7月8日在集英社的《週刊少年Jump》2024年32號上開始連載，是這位擅長體育或奇幻題材的漫畫家對「直球戀愛喜劇」的首次嘗試，也是他自《全激勵》後，時隔六年半再次在該雜誌上連載系列作品。此前《少年Jump》曾在一個月前的6月10日發行的2024年28號中預告該漫畫將是「新風疾走！夏日心跳新連載三連彈」的其中一作，其餘兩部分別為29號及30號發行的《妖怪剋星村上》與《惡祓士清》。為了推廣《妃真與殿！》，《週刊少年Jump》在2024年9月25日上傳該作第一話的有聲漫畫，由梅田修一朗為家守殿一配聲，美野妃真理則是伊藤美來，之後亦陸續上傳第二及第三話。該系列的第一卷單行本在2024年11月1日發行。截至2025年6月，《妃真與殿！》已出版4卷單行本。
此外，《妃真與殿！》的海外英語版則在Viz Media和同樣為集英社旗下的MANGA Plus上連載。
| 冊數 | 集英社（日本） | 集英社（日本）         | 東立出版社（台灣） | 東立出版社（台灣）     |
| 冊數 | 發售日期       | ISBN                   | 發售日期           | ISBN                   |
| ---- | -------------- | ---------------------- | ------------------ | ---------------------- |
| 1    | 2024年11月1日  | ISBN 978-4-08-884322-3 | 2025年7月4日       | ISBN 978-626-02-4343-2 |
| 2    | 2025年1月4日   | ISBN 978-4-08-884438-1 |                    |                        |
| 3    | 2025年4月4日   | ISBN 978-4-08-884451-0 |                    |                        |
| 4    | 2025年6月4日   | ISBN 978-4-08-884557-9 |                    |                        |

## 作風與評價
Real Sound的基通希美（キットゥン希美）指出《妃真與殿！》的特點在於作者出色的作畫技巧和充滿魅力的女主角，是一部以「擅長打掃和料理的家政夫男主角，以及在SNS上擁有高人氣的的網紅女主角」為賣點，同時甚少提及情色的時興漫畫。本作的雙女主角結構，且集中在戀愛上的內容設定讓部分讀者聯想起古味直志的《偽戀》。但相比起《偽》的暴躁女主角桐崎千棘，妃真理只是愛捉弄人和嘴巴壞一點而已。
儘管《週刊少年Jump》在連載《妃真與殿！》的同時亦刊載著題材相近的《青春之箱》，但該高中生青春作品滲有運動和少女漫畫風格。也因如此，《妃真與殿！》成為繼《大東京鬼新娘傳說》後，《少年Jump》一年多以來再次出現王道系戀愛喜劇漫畫，它也憑此獲得戀愛喜劇愛好者的廣泛關注。